# Bernhard Severin Ingemann
Bernhard Severin Ingemann (Thorkildstrup, Falster sziget, 1789. május 28. – Sorø, 1862. február 24.) dán író és költő.

## Élete
1807-ben egyetemi hallgató lett, 1818-1819-ben külföldi tanulmányutat tett. 1822-ben lektor, 1842-ben igazgató lett a sorøi egyetemen. Szentimentális, naiv költő. A lírai költészet terén sok művet alkotott, regényei és elbeszélései pedig kincseivé váltak nemzetének.

## Nevezetesebb munkái
- Valdemar den Store og hans maend (1824; költeménygyűjtemény)
- Valdemar Seir (1826)
- Erik Menvede Barndom (1828)
- Kong Erik og de Fredlöte (1833)
- Prinds Otto of Danmark og hans Samtid (1835)
- Dronning Margarethe (epikus költemény, 1836)
- Lands by börnene (1852)